# 76e régiment d'infanterie territoriale
Le 76e régiment d'infanterie territoriale est un régiment d'infanterie de l'armée de terre française qui a participé à la Première Guerre mondiale.

## Création et différentes dénominations
- 19 mars 1875 : le régiment reçoit son numéro en prévision de la mobilisation[1].
- août 1914 : formation du 76e RIT
- janvier 1918 : dissolution

## Historique des opérations du76eRIT

### Première Guerre mondiale

#### Affectations
- 87e division d'infanterie territoriale d'août 1914 à juin 1916.

## Drapeau

Le drapeau du d'infanterie territoriale.

Il porte, cousues en lettres d'or dans ses plis, les inscriptions suivantes :
- Flandres 1914

## Personnages célèbres ayant servi au76eRIT
Jean-Marie-Louis Meneust[Qui ?]